# Cathédrale de l'Incarnation de Malaga
Pour les articles homonymes, voir Cathédrale de l'Incarnation.
La cathédrale de l'Incarnation (en espagnol : catedral de la Encarnación), à Malaga, est un des monuments majeurs de la Renaissance en Andalousie. Elle se situe à l'intérieur des anciennes fortifications andalouses et forme un grand ensemble architectural avec l'Alcazaba de Malaga et le château du Gibralfaro. Elle fut construite entre 1528 et 1782 selon les plans de Diego de Siloé. Elle est l'église principale du diocèse de Malaga.

## Description
L'intérieur est de style Renaissance. L'édifice est de forme rectangulaire et comporte trois nefs, d'égale hauteur, la nef centrale étant plus large que les collatérales. La clôture du chœur est une œuvre d'art.

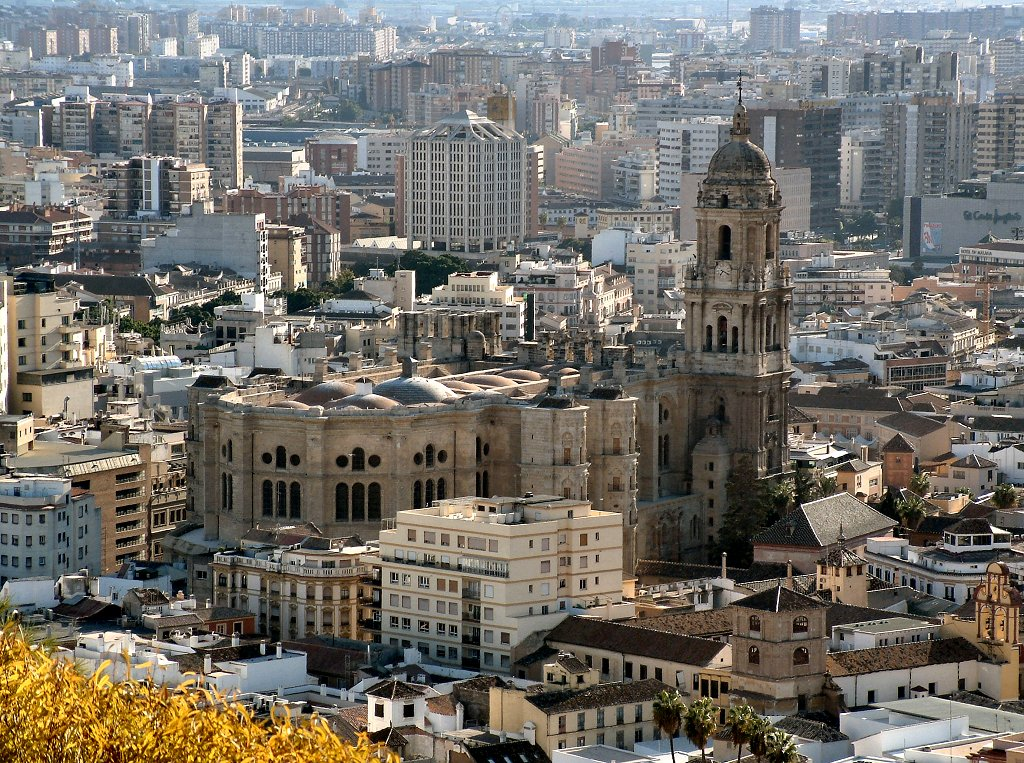
Vue générale.

La façade, dissymétrique dans sa partie supérieure car seule la tour nord est achevée, est de style Renaissance. Elle comporte deux niveaux. Le niveau inférieur est rythmé par trois arcatures percées de portails et séparées par des colonnes de marbre. Au-dessus des portails se trouvent des médaillons ; ceux des ports latérales représentent les saints patrons de Malaga, saint Cyriaque et sainte Paule; le médaillon central est décoré d'une scène biblique.
La tour sud est restée inachevée, d'où l'aspect déséquilibré de la façade. Les habitants de Malaga appellent la cathédrale « La Manquita » (la manchotte). Il y a actuellement débat pour savoir si le monument ne devrait pas être terminé selon le projet initial, ou laissé dans l'état.

## Protection
L'édifice fait l’objet d’un classement en Espagne au titre de bien d'intérêt culturel depuis le 3 juin 1931.

## Galerie

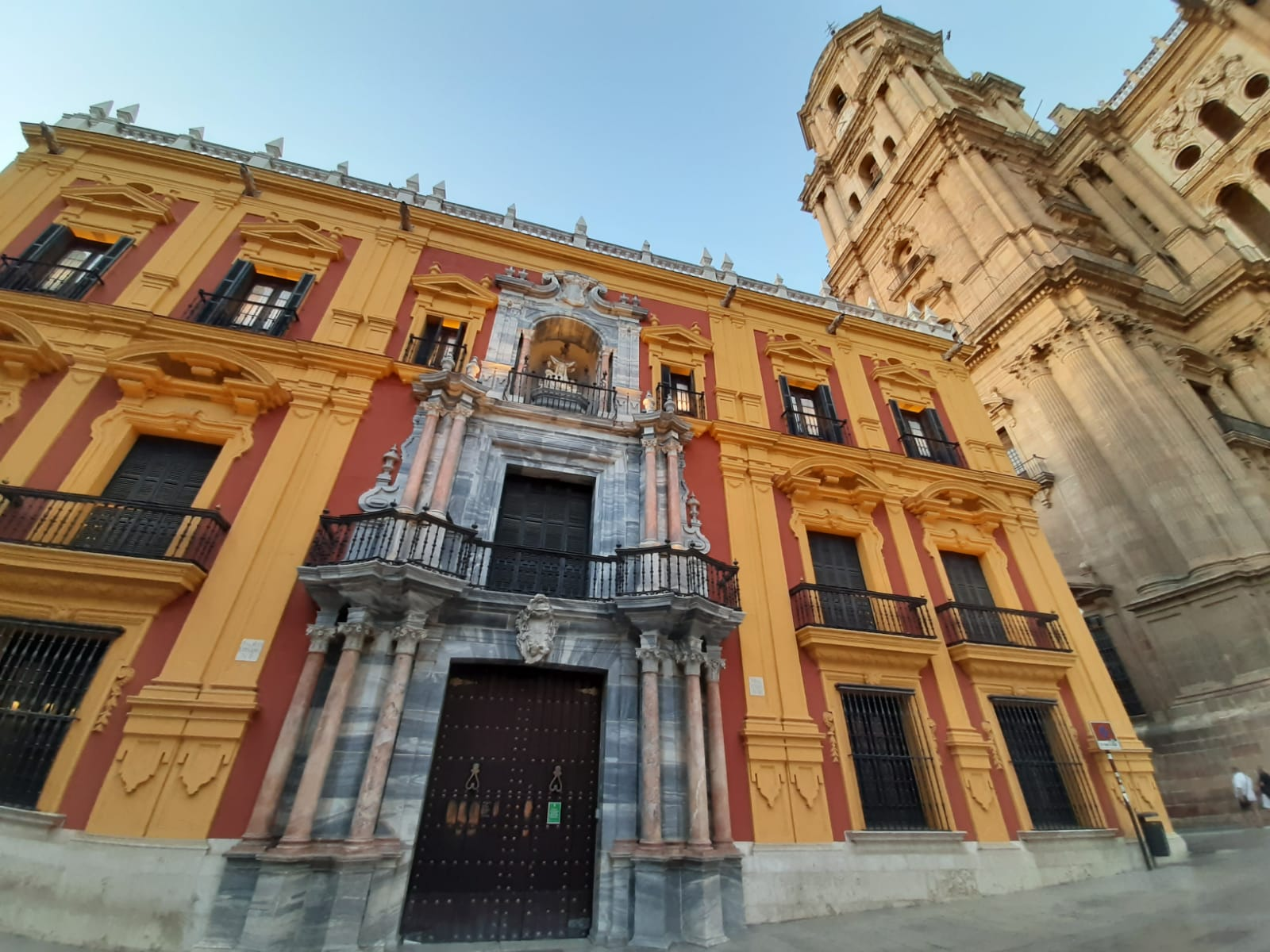
Le  palais épiscopal avec la cathédrale à droite.
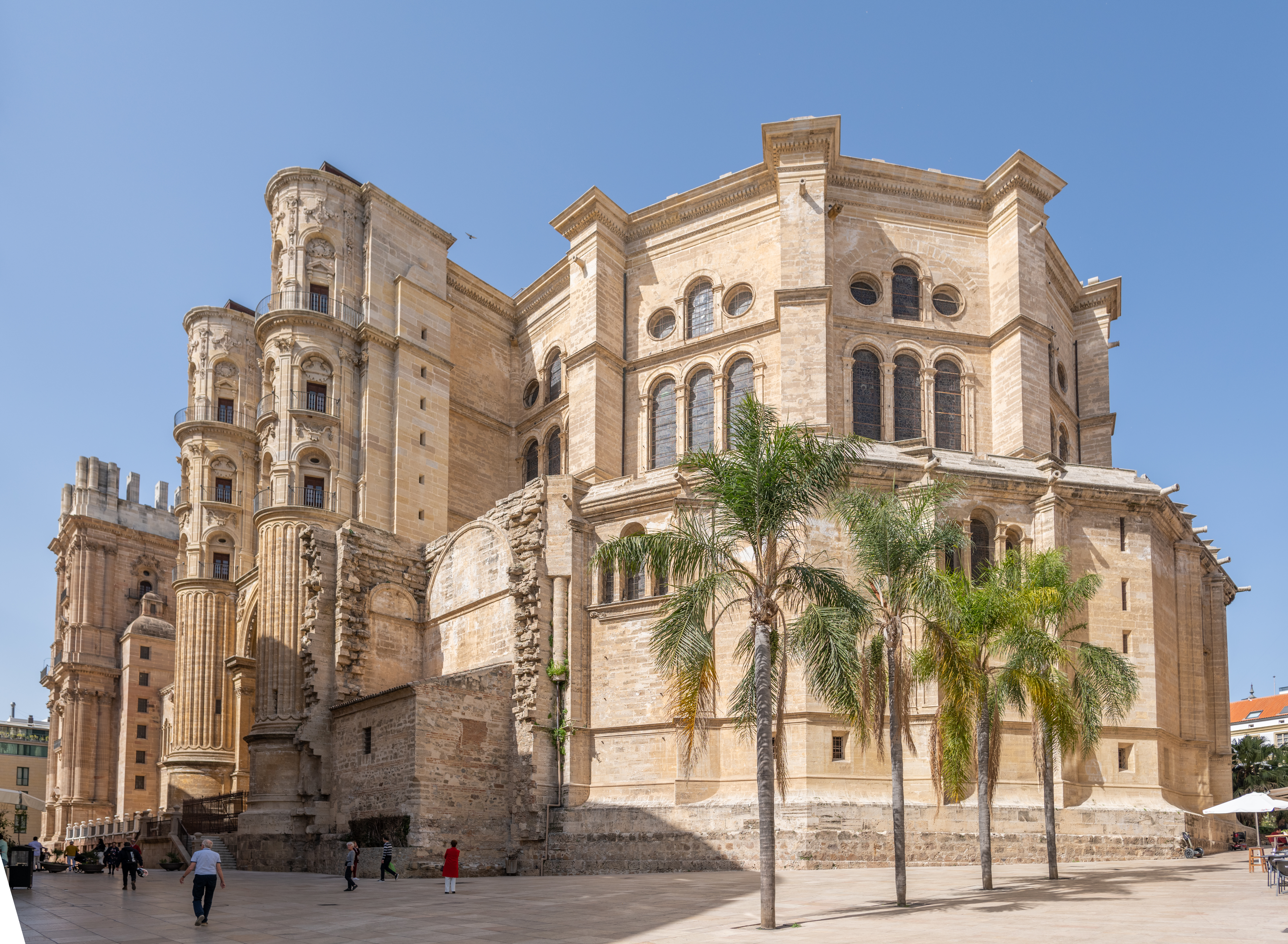
L'abside, vue extérieure.
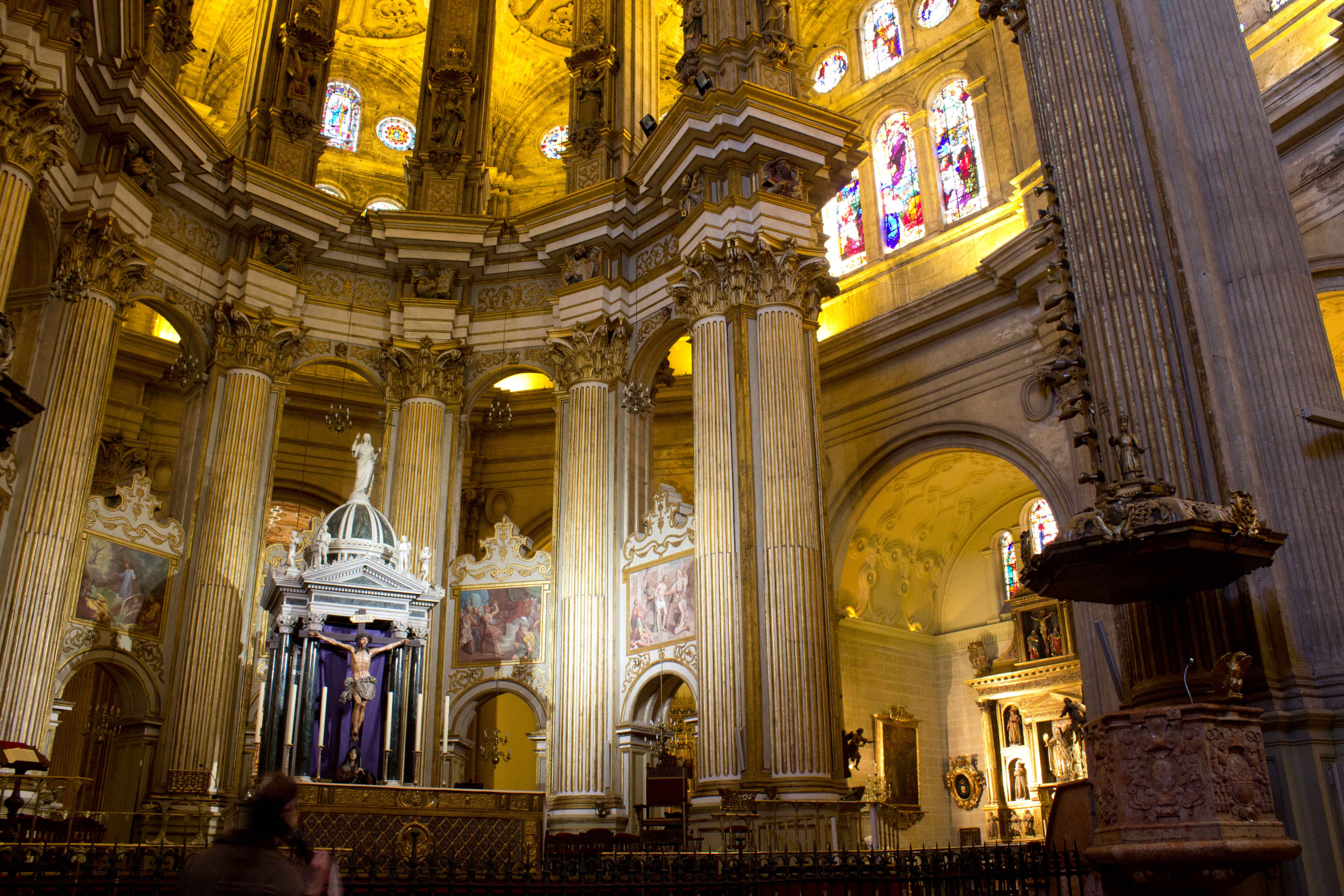
L'abside, maître-autel et chaire.
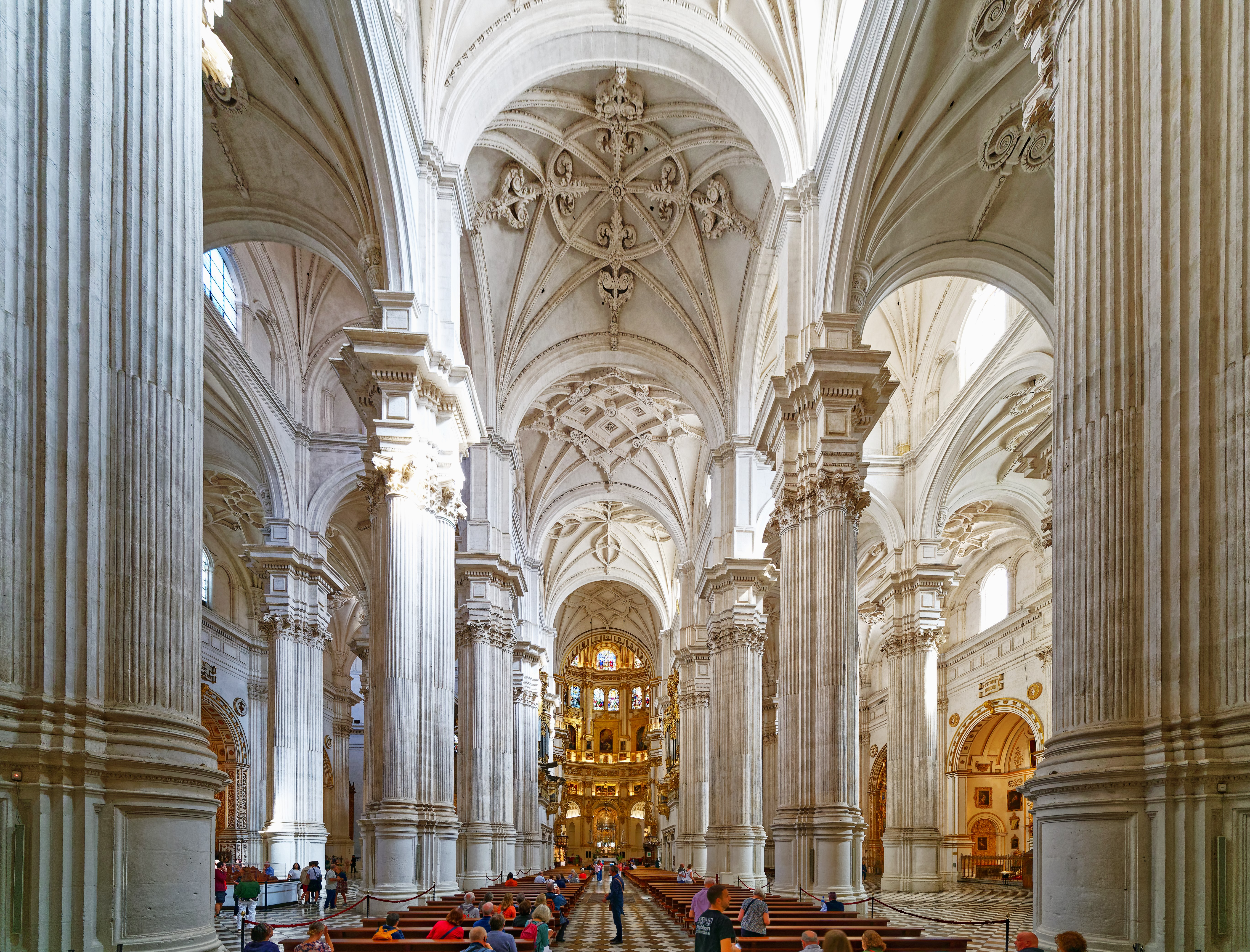
Vue d'ensemble de l'intérieur.
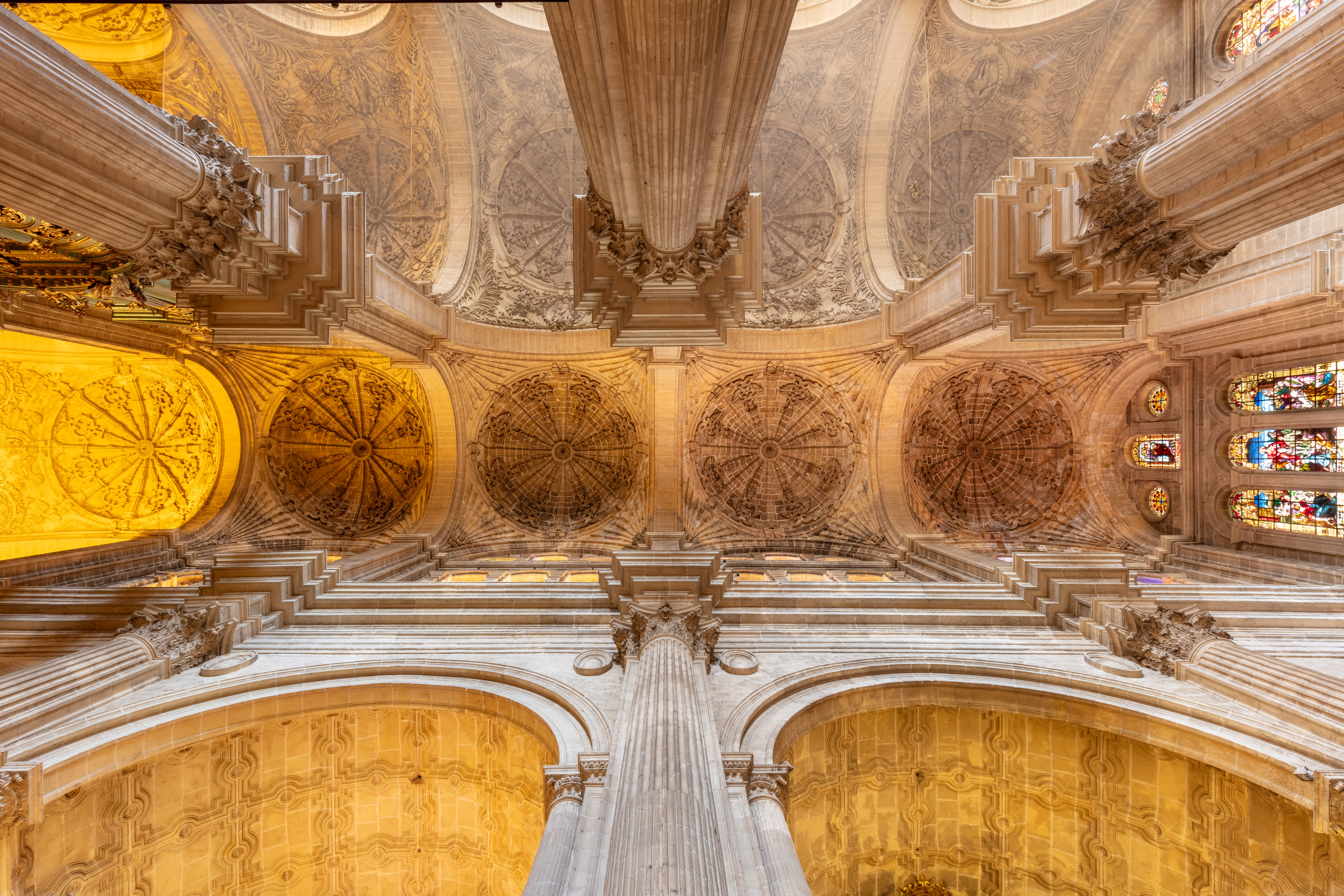
Voûtes et pilastres
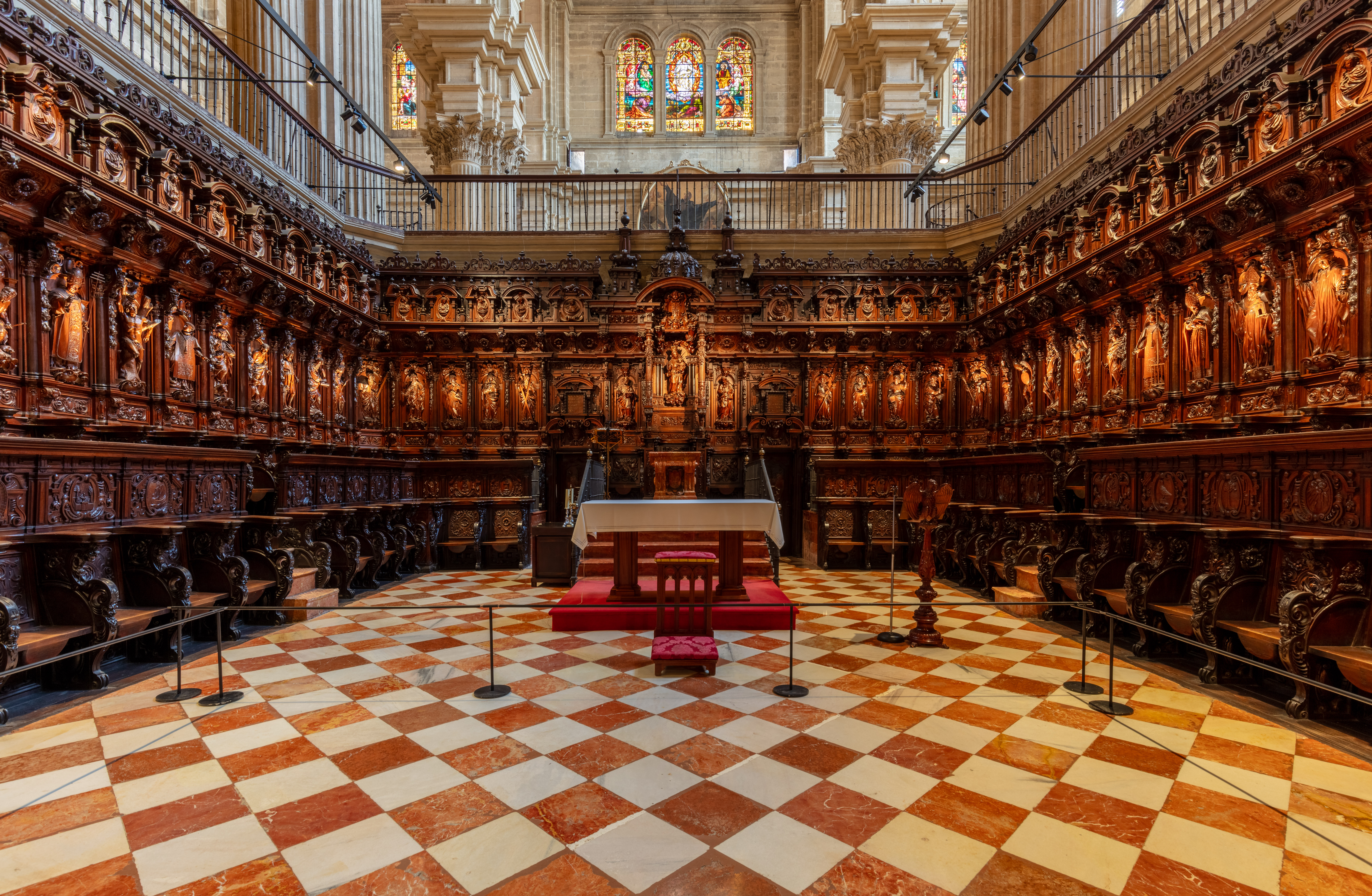
Chœur